# Muzeul Teatrului Național „I.L. Caragiale”
Muzeul Teatrului Național „I.L. Caragiale” este un muzeu național din București, amplasat în B-dul Nicolae Bălcescu nr. 2 - 4, sector 2.
Redeschis în data de 14 decembrie 2001, după o întrerupere de 23 de ani, Muzeul Teatrului Național I.L. Caragiale este amplasat la subsolul Teatrulului Național „I.L. Caragiale”, între Sala Mare și Sala Amfiteatru. Patrimoniul muzeului datează din 1942, din timpul directoratului lui Liviu Rebreanu, când actorul George Franga scoate la lumină un adevărat tezaur teatral: tablouri, sculpturi, fotografii originale, obiecte personale și costume ce au aparținut marilor actori de altădată, piese de mobilier, documente rare (scrisori, manuscrise, publicații - ale actorilor sau ale directorilor primei scene, în marea lor majoritate mari scriitori). Chiar la intrare, întâlnim portretele celor 44 de directori ai primei scene, începând cu Costache Caragiale. Li se alătură proeminente generații de actori de la sfârșitul secolului al XIX-lea și începutul secolului trecut: Matei Millo, Mihail Pascaly, Grigore Manolescu, Aristizza Romanescu, C.I. Nottara și discipolii săi: Tony Bulandra, Lucia Sturdza Bulandra etc., urmați, în perioada interbelică, de George Vraca, George Calboreanu etc. Un loc special, ca importanță, revine dramaturgilor: Vasile Alecsandri - creatorul repertoriului național, Ion Luca Caragiale - considerat geniul dramaturgiei naționale, Al. Davila, Barbu Ștefănescu Delavrancea, Victor Ion Popa, Camil Petrescu, Mihail Sebastian, Tudor Mușatescu etc. Lucrările plastice consacrate acestor faimoase personalități ale artei scenice poartă semnături pe măsură: pictorii Camil Ressu, Jean Alexandru Steriadi, Alexandru Ciucurencu, sculptorii Dimitrie Paciurea, Cornel Medrea, Oscar Han, Milița Pătrașcu.